# Ländle TV
Ländle TV ist ein vorarlbergisches 24-Stunden-Regionalprogramm. Es gehört zum internationalen Medienhaus Russmedia. Das Programm wird von zwölf Angestellten und 14 freien Mitarbeitern gestaltet.

## Sendungen
- Ländle TV – Der Tag (täglich 10 Min.)
- Wochenmagazin Ländle TV (wöchentlich ca. 30 Min.)

Das Programm wird 24 Stunden in Schleife ausgestrahlt. Hinzu kommen Teleshoppingsendungen in Nebensendezeiten in eigener Verantwortung, deren Umfang mehrfach geändert wurde.
Der Programmveranstalter wurde von der Medienaufsichtsbehörde KommAustria wegen mehrfachen Verstoßes gegen Werbevorschriften gerügt. So enthielt ein Bericht zum Tag der offenen Tür eines Unternehmens Schleichwerbung, es wurden werblich gestaltete Veranstaltungshinweise veröffentlicht, ein Sportbeitrag enthielt unzulässige Produktplatzierung und im Wochenmagazin wurden Sponsoren nicht gekennzeichnet.

## Verbreitung
Das Programm wird zwei Stunden täglich über R9 Regionales Fernsehen Österreich verbreitet, sowie über Kabel und DVB-T2 (SimpliTV).